# 傑夫·賈勒特
傑夫·賈勒特（英語：Jeff Jarrett，1967年7月14日—），本名傑夫立·李奧納多·賈勒特（英語：Jeffrey Leonard Jarrett），是美國的職業摔角選手，亦是永不停止摔角的共同創辦人（另一創辦人為他的父親傑利·賈勒特）及全球武力摔角的創辦人。傑夫·賈勒特最知名的時期，是1990年代於世界冠軍摔角及世界摔角聯盟。

## 冠軍及成就

### 職業摔角畫報
- PWI年度最佳宿敵（1992年；與傑利·勞勒對上月狗軍團（英语：The Moondogs (professional wrestling)））[3]
- PWI年度最激勵人心摔角手（2007年）[4]
- PWI 500-第5名（2000年）[5]
- PWI Years（個人）-第141名（2003年）[6]
- PWI Years（團體）-第78名（2003年；與傑利·勞勒）[7]

### 世界摔角聯盟
- NWA北美重量級冠軍（英语：NWA North American Heavyweight Championship）（一次）1[8]
- WWF歐洲冠軍（一次）[9]
- WWF洲際冠軍（六次）[10][11][12][13][14][15]
- WWF雙打冠軍（一次；與歐文·哈特）[16]

### 摔角觀察通訊獎（英语：Wrestling Observer Newsletter awards）
- 年度最佳宿敵（1992年；與傑利·勞勒對上月狗軍團）
- 最被看好選手（2005年）

1此時世界摔角聯盟隸屬於國家摔角聯盟。